# زیسه
زیسه (به هلندی: Zeesse) یک منطقهٔ مسکونی در هلند است که در اومن واقع شده‌است. زیسه ۱۰۰ نفر جمعیت دارد.